# Bad Day (Daniel Powter)
Bad Day è un singolo del cantante canadese Daniel Powter, pubblicato il 9 gennaio 2005 come primo estratto dal secondo album in studio Daniel Powter.

## Descrizione
Il brano è stato scritto dallo stesso Powter.

## Video musicale
Il videoclip è stato girato da Marc Webb e racconta la storia di due persone single, un ragazzo (Jason Adelman) e una ragazza (Samaire Armstrong), che si svegliano la mattina e affrontano la loro solita routine.
Il video segue le loro storie per alcuni giorni: i due vivono e lavorano nelle stesse zone, entrambi lavorano come grafici e prendendo la stessa metropolitana, ma con orari sfasati. Per sfogare lo stress dovuto al lavoro la ragazza inizia a modificare con un pennarello nero un cartellone pubblicitario nella stazione della metro, come fosse una vignetta, rendendo la modella presente nella pubblicità vittima della pioggia prima e degli schizzi di una pozzanghera attraversata da un taxi poi, interventi "contrastati" da ulteriori modifiche portate dal ragazzo con un pennarello rosso, che disegna prima un ombrello e poi un provvidenziale giovane con giornale posto sulla direzione degli schizzi. L'evento più significativo è quando entrambi, completando il disegno, sempre in tempi diversi, tracciano un cuore. Alla fine di quella giornata la ragazza si ritrova in strada sotto una pioggia scrosciante, i due si incontrano ed il ragazzo offre alla ragazza un ombrello rosso per ripararsi, proprio mentre sta giungendo un taxi, la stessa scena disegnata sul cartellone pubblicitario.
Parte del video è mostrato in split-screen. Alternate alle sequenze principali ne vengono mostrate altre, dove Daniel Powter suona il pianoforte.

## Successo commerciale
Il brano ha raggiunto la vetta della classifica dei singoli canadese. Ha avuto anche un enorme successo negli Stati Uniti dove è stato il singolo più venduto dell'anno secondo la Billboard Hot 100.
Inoltre è anche diventata la seconda canzone ad aver avuto più download digitali di tutti i tempi. "Bad Day" è stata nominata ai grammy awards 2007 come "miglior performance maschile pop".

## Cover
Gli Alvin and the Chipmunks hanno realizzato una cover del brano per il film Alvin Superstar del 2007.

## Classifiche

### Classifiche settimanali
| Classifica (2005-06) | Posizione massima |
| -------------------- | ----------------- |
| Australia            | 3                 |
| Austria              | 13                |
| Belgio (Fiandre)     | 5                 |
| Belgio (Vallonia)    | 7                 |
| Danimarca            | 5                 |
| Francia              | 3                 |
| Germania             | 17                |
| Irlanda              | 1                 |
| Italia               | 3                 |
| Norvegia             | 7                 |
| Nuova Zelanda        | 7                 |
| Paesi Bassi          | 10                |
| Perù                 | 2                 |
| Regno Unito          | 2                 |
| Stati Uniti          | 1                 |
| Svezia               | 8                 |
| Svizzera             | 5                 |

### Classifiche di fine anno
| Classifica (2005) | Posizione |
| ----------------- | --------- |
| Australia         | 18        |
| Austria           | 40        |
| Belgio (Fiandre)  | 23        |
| Belgio (Vallonia) | 36        |
| Francia           | 46        |
| Germania          | 52        |
| Irlanda           | 9         |
| Italia            | 29        |
| Paesi Bassi       | 58        |
| Regno Unito       | 11        |
| Svezia            | 17        |
| Svizzera          | 32        |
| Classifica (2006) | Posizione |
| Stati Uniti       | 1         |

### Classifiche di tutti i tempi
| Classifica (1963-21) | Posizione |
| -------------------- | --------- |
| Stati Uniti          | 398       |